# Kultura w Legnicy

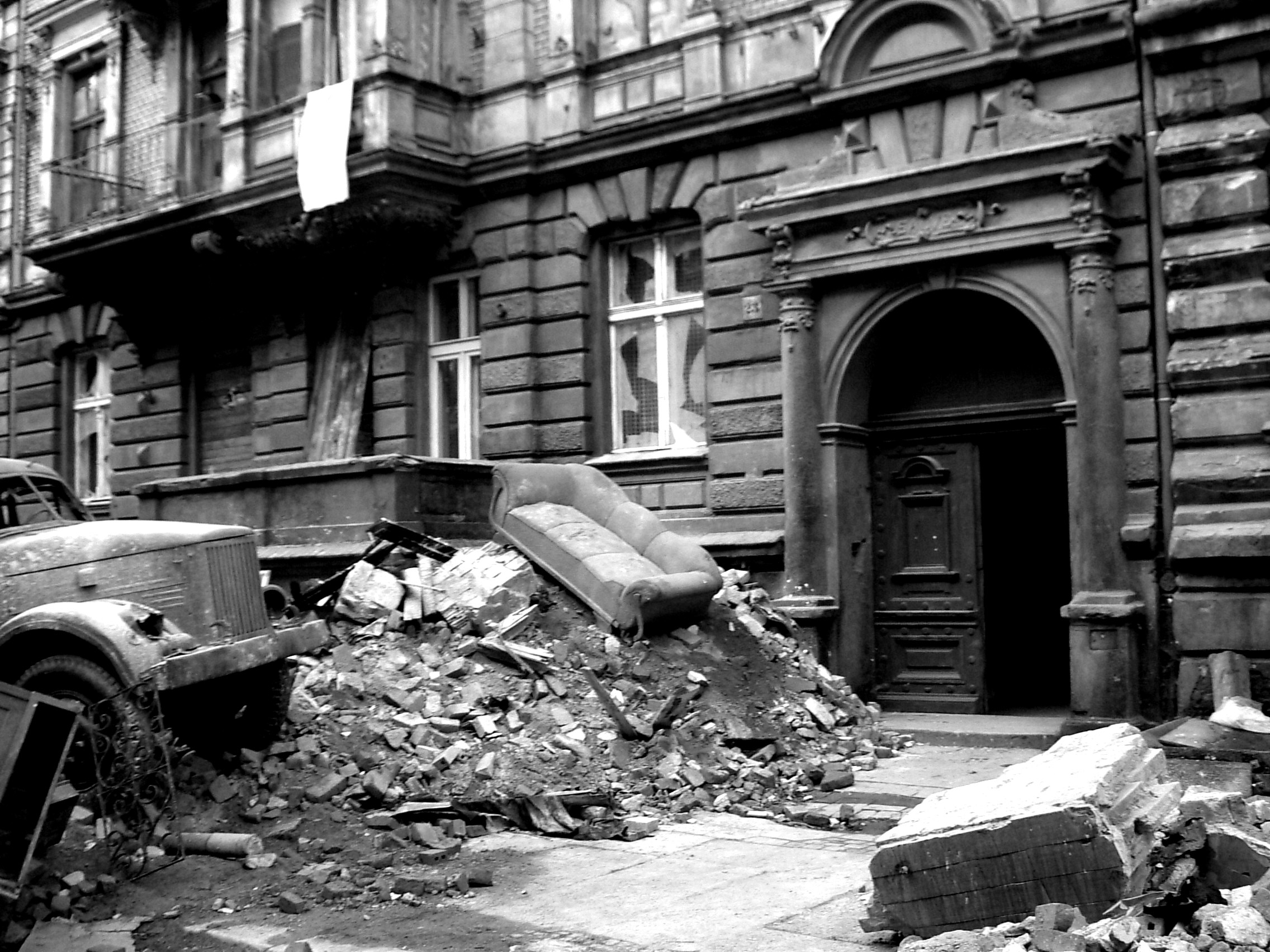
Ulica Roosevelta w Legnicy (plan filmu „Anonyma”) – imitacja Berlina z 1945

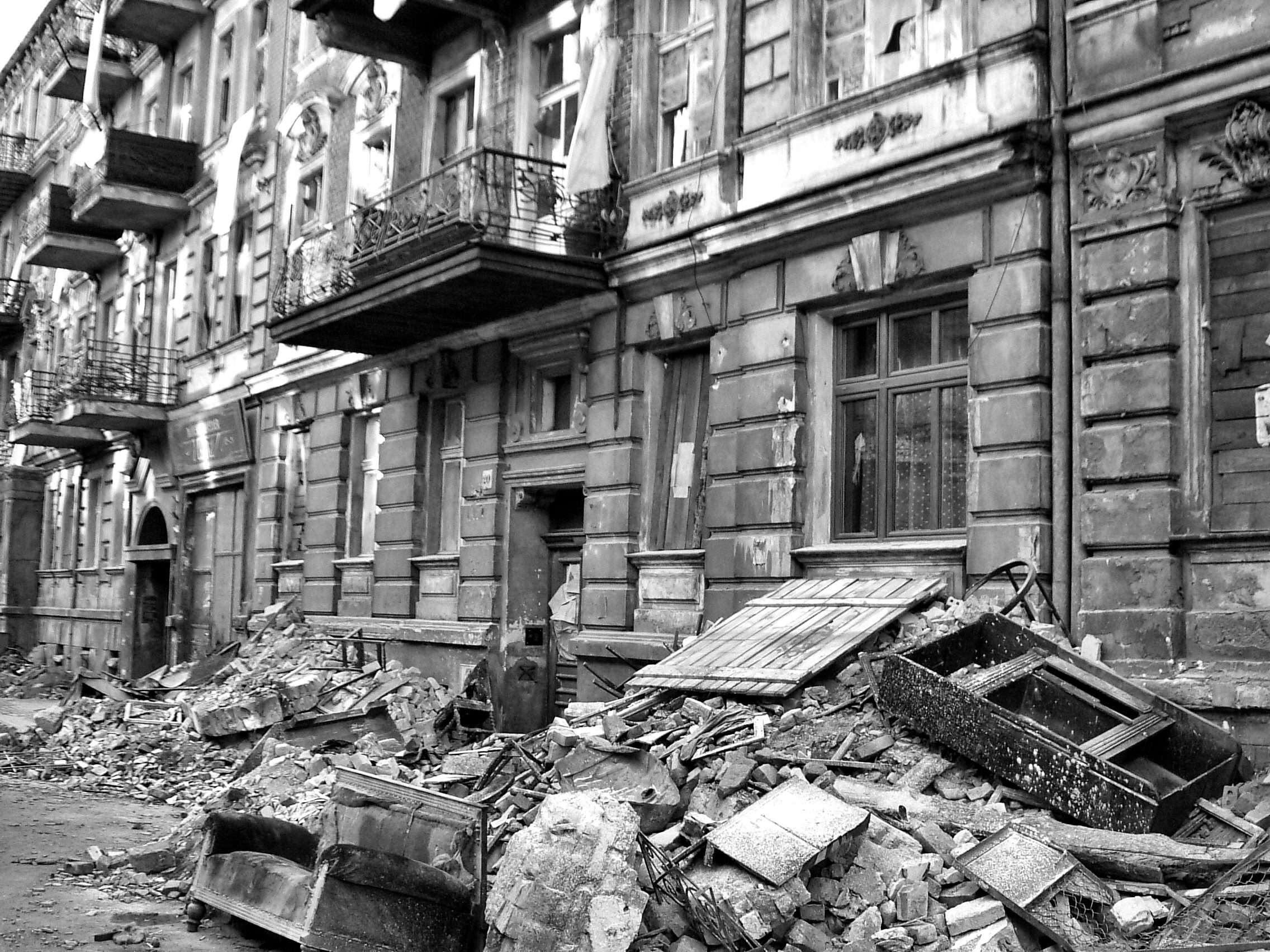
Inne ujęcie ulicy Roosevelta podczas kręcenia filmu „Anonyma”

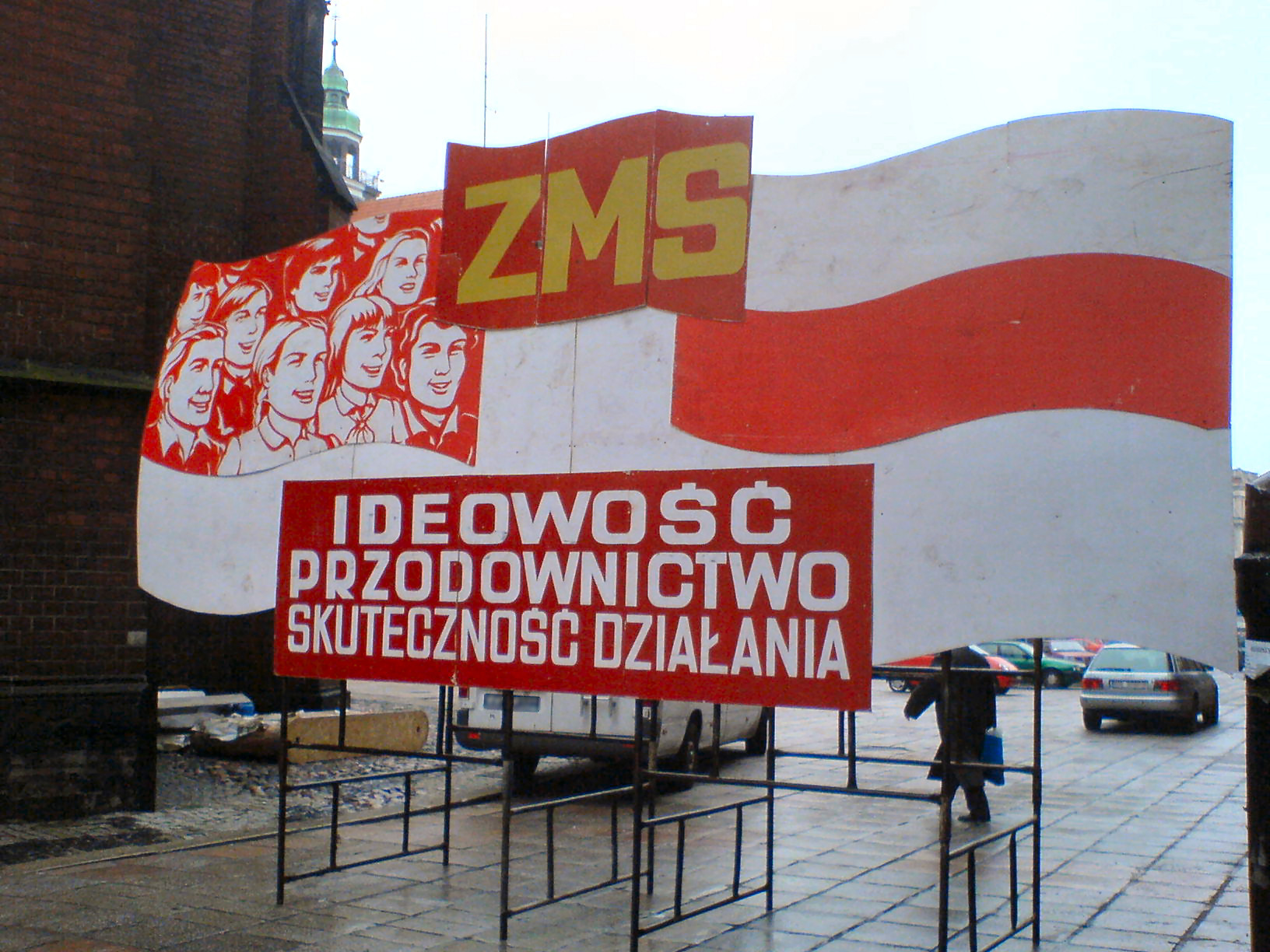
Element planu zdjęciowego filmu „Mała Moskwa” koło legnickiej katedry

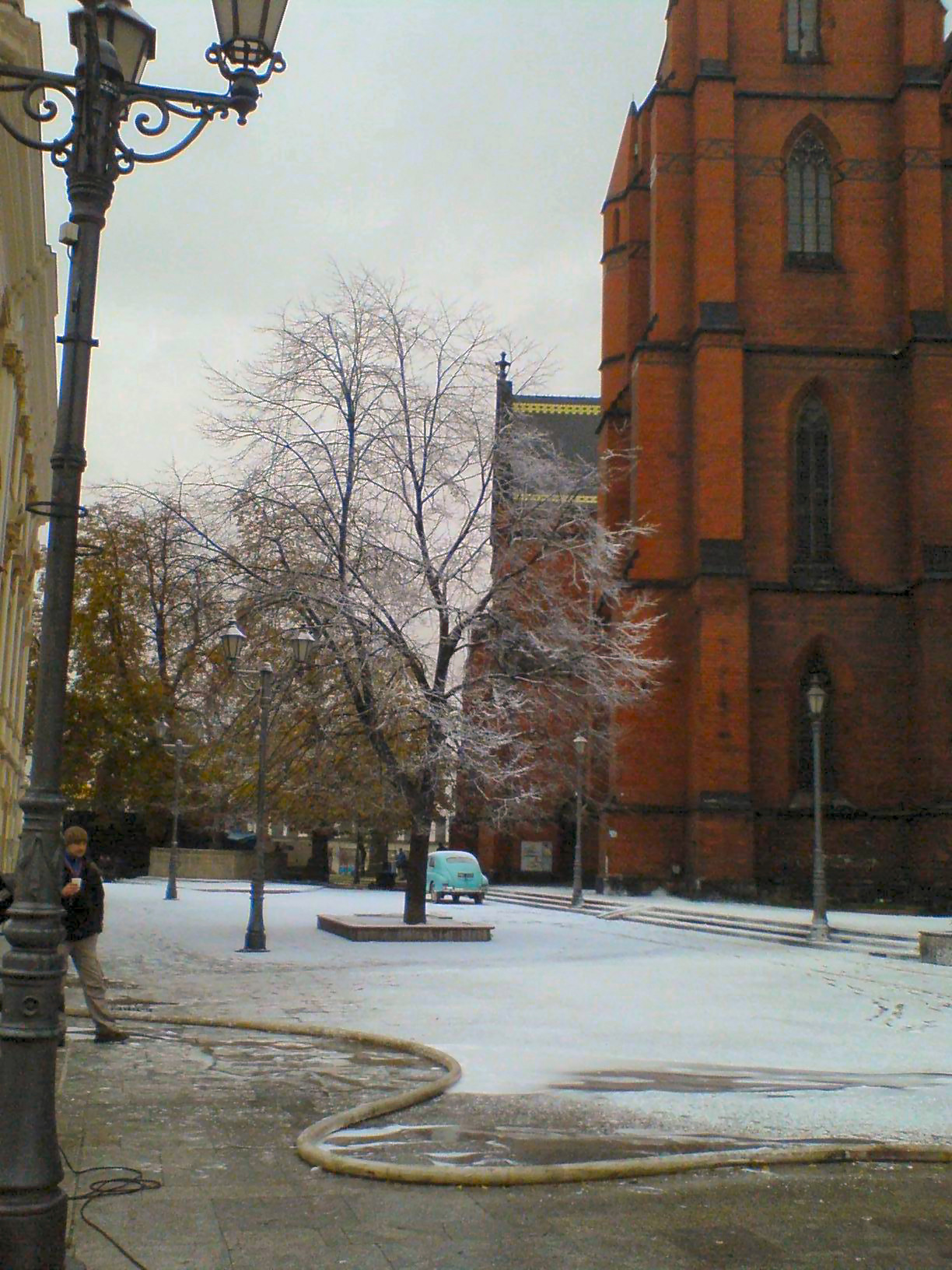
Element tegoż planu, na zdjęciu widać sztuczny śnieg oraz część legnickiej katedry

## Instytucje

### Muzea
Funkcje muzeum okręgowego dla Legnicy spełnia założone w 1962 r. przez Tadeusza Gumińskiego Muzeum Miedzi, mieszczące się w XVIII-wiecznym budynku dawnego pałacu opatów z Lubiąża. Poza ekspozycjami związanymi z miedzią, muzeum prowadzi stałą wystawę dotyczącą historii miasta oraz organizuje różnego rodzaju okolicznościowe wystawy.
Oprócz budynku głównego, Muzeum Miedzi posiada kilka oddziałów. Są to:
- Akademia Rycerska (miejsce ekspozycji okresowych),
- Mauzoleum Piastów Śląskich,
- Muzeum Bitwy Legnickiej w Legnickim Polu,
- Pawilon z reliktami Kaplicy Zamkowej[1].

### Galerie
Jedyną funkcjonującą w mieście samodzielną galerią jest Galeria sztuki na pl. Katedralnym. Ponadto, przyziemie domu „pod Przepiórczym Koszem” w Rynku zajmuje jej oddział Galeria srebra „Pod Przepiórczym Koszem”, budynek dawnego banku na ul. Witelona „The Secondart Gallery”, a hall gmachu Legnickiej Biblioteki Publicznej (dawna loża masońska przy ul. Piastowskiej) przybiblioteczna Galeria Loża.

### Kina
W Legnicy nieprzerwanie od ponad 50. lat istnieją dwa kina: Ognisko i Piast. Do momentu wyburzenia w latach 90. XX w. na ul. Wrocławskiej istniało również kino „Bałtyk”. Wcześniej przez dłuższy czas funkcjonowało również przy ulicy Łąkowej kino „Kolejarz”.
W kwietniu 2009 otwarto pierwsze w Legnicy kino wielosalowe Helios w Galerii Piastów przy ulicy Najświętszej Marii Panny 9.

### Teatry
Od lat 70. XX w. w Legnicy funkcjonuje jeden teatr – Teatr im. Heleny Modrzejewskiej.

### Biblioteki
Legnicka Biblioteka Publiczna

### Chóry
- Chór Młodzieżowy Państwowej Szkoły Muzycznej I i II stopnia
- Chór Wyższej Szkoły Menedżerskiej „Madrygał"
- „Ars Cantandi” chór parafialny katedry legnickiej

### Inne
Działająca w mieście Legnicka Biblioteka Publiczna zapewnia wszystkim mieszkańcom dostęp do książek poprzez siedzibę główną i 11 filii.
Propagowaniem kultury wśród mieszkańców zajmują się: Młodzieżowe Centrum Kultury (2. placówki na Tarninowie), osiedlowe domy kultury „Kopernik” (na os. Kopernika), „Atrium” (na os. Piekary) oraz klub osiedlowy „Agatka” (na os. Asnyka).
Ponadto funkcjonuje w mieście Zespół Pieśni i Tańca „Legnica”.
Istniejący w Legnicy od 1953 r. Oddział Archiwum Państwowego we Wrocławiu posiada zbiory archiwaliów dotyczących miasta Legnicy i regionu (obecne powiaty: legnicki, głogowski, jaworski, lubiński, polkowicki, złotoryjski). Najstarsze dokumenty sięgają końca XIII w., najnowsze pochodzą już z XXI w. Zasób Archiwum Państwowego w Legnicy na koniec 2010 r. liczył ok. 2,2 km bieżącego akt (ok. 162 tysiące jednostek archiwalnych) .

## Wydarzenia

### Wydarzenia cykliczne
Do najważniejszych imprez o zasięgu międzynarodowym należą:
- Międzynarodowa Wystawa „Satyrykon-Legnica” – Strona Satyrykonu
- Międzynarodowy Przegląd Form Złotniczych – Srebro
- Europejskie Spotkania Mniejszości Narodowych i Etnicznych „Pod Kyczerą” (pierwsze edycje pod nazwą „Europa bez granic”),
- Warsztaty filmu animowanego – Letnia Akademia Filmowa
- Legnickie Wieczory Organowe – Strona festiwalu
- Międzynarodowy Festiwal Teatralny „Miasto"

Charakter ogólnopolski mają zaś takie wydarzenia, jak:
- Ogólnopolski Turniej Chórów „Legnica Cantat” organizowany każdego roku w maju. Konkursowi towarzyszą liczne imprezy, w tym ogólnopolskie seminarium dla dyrygentów chórów i koncerty plenerowe. Każdorazowo wydawany jest plakat, który ma wyraźną wartość artystyczną. Autorami „kantatowych” plakatów byli m.in. Romuald Socha, Zygmunt Januszewski, Jan Młodożeniec, Rafał Olbiński czy Wojciech Siudmak.
- Conversatorium organowe – festiwal o unikatowym w skali kraju charakterze, prezentujący najnowszą muzykę organową.
- Ogólnopolski Przegląd Malarstwa Młodych – Promocje, którego organizatorem jest Galeria Sztuki.
- Ogólnopolski Festiwal Piosenki Ekologicznej „Ekopiosenka” – organizator Młodzieżowe Centrum Kultury.
- Ogólnopolski Konkurs Skrzypcowy „Młody Paganini” (od 2003).
- Festiwal Piosenki Studenckiej „Pryzmat” – organizator Duszpasterstwo Akademickie „IKONA” pod przewodnictwem ks. dr. Jana Pazgana (od 2002).

Charakter powiatowy mają zaś takie wydarzenia, jak:
- „Dni Legnicy” – 26, 27, 28 czerwca

## Produkcje filmowe w Legnicy
W ostatnich latach miasto służyło za plener dla kilku produkcji filmowych:
- „Przebacz” (reż. M. Stacharski) – 2005
- „Kobieta w Berlinie” (reż. M. Färberböck) – 2007
- „Wilki” (reż. F. Fromm) – 2007
- „Mała Moskwa” (reż. W. Krzystek) – 2008
- „Moje życie” (reż. D. Zahavi) – 2008[2]